# Periphyllopsis
Periphyllopsis är ett släkte av maneter som ingår i familjen Periphyllidae. Släktet innehåller två arter, Periphyllopsis braueri och Periphyllopsis galatheae.